# 2019. évi téli európai ifjúsági olimpiai fesztivál
A 2019. évi téli európai ifjúsági olimpiai fesztivált Szarajevóban, Bosznia-Hercegovinában rendezték 2019. február 10. és 15. között.
A fesztivált eredetileg 2015-ben rendezte volna a város, azonban akkor Erzurum, Törökország kapta a jogot, miután Boszniában nem álltak készen a megfelelő infrastrukturális feltételek, így a két helyszínt felcserélték.
A 2019. évi téli európai ifjúsági olimpiai lebonyolításában mintegy 750 önkéntes vett részt, akiknek többsége diák volt.
Magyarország 17 sportolóval képviseltette magát a játékokon, Talabos Attila rövid pályás gyorskorcsolyázó révén pedig tizennégy év elteltével szerzett a küldöttség újra aranyérmet.

## Versenyszámok
| Versenyszámok a 2019. évi téli európai ifjúsági olimpiai fesztiválon |       |     |        |          |
| Sportág, szakág                                                      | férfi | női | vegyes | összesen |
| Alpesisí                                                             | 2     | 2   | 1      | 5        |
| Biatlon                                                              | 2     | 2   | 1      | 5        |
| Curling                                                              |       |     | 1      | 1        |
| Jégkorong                                                            | 1     |     |        | 1        |
| Műkorcsolya                                                          | 1     | 1   |        | 2        |
| Rövidpályás gyorskorcsolya                                           | 3     | 3   | 1      | 7        |
| Sífutás                                                              | 3     | 3   | 1      | 7        |
| Snowboard                                                            | 2     | 2   |        | 4        |
|                                                                      |       |     |        |          |
| Összesen                                                             | 14    | 13  | 5      | 32       |

## Helyszínek

### Szarajevó
| Helyszín            | Sportág                                             |
| ------------------- | --------------------------------------------------- |
| City Stadium Koševo | Nyitóünnepség                                       |
| Zetra Olympic Hall  | Jégkorong                                           |
| Bjelašnica          | Alpesisí (vegyes párhuzamos, műlesiklás), Snowboard |
| Igman               | Sífutás                                             |
| Skenderija Hall     | Műkorcsolya                                         |

### Istočno Sarajevo
| Helyszín                        | Sportág                                 |
| ------------------------------- | --------------------------------------- |
| Istočno Sarajevo City Hall      | Záróünnepség                            |
| Jahorina ski resort             | Alpesisí (óriás-műlesiklás, műlesiklás) |
| Nordic ski center Dvorišta-Pale | Biatlon                                 |
| Slavija Ice Rink                | Rövidpályás gyorskorcsolya              |
| Sports hall Peki                | Curling                                 |

## Nyitóünnepség
A megnyitó ünnepségre 2019 február 10-én 19:00 órakor került sor. Az olimpiai fáklyát Larisa Cerić bosnyák dzsudoka gyújtotta meg. A hivatalos nyitóbeszédet Milorad Dodik, a boszniai Szerb Köztársaság miniszterelnöke mondta, de felszólalt még Janez Kocijančić, az Európai Olimpiai Bizottság elnöke, Abdulah Skaka, Szarajevó polgármestere és Nenad Vuković, Istočno Sarajevo polgármestere.

Nyitóünnepség
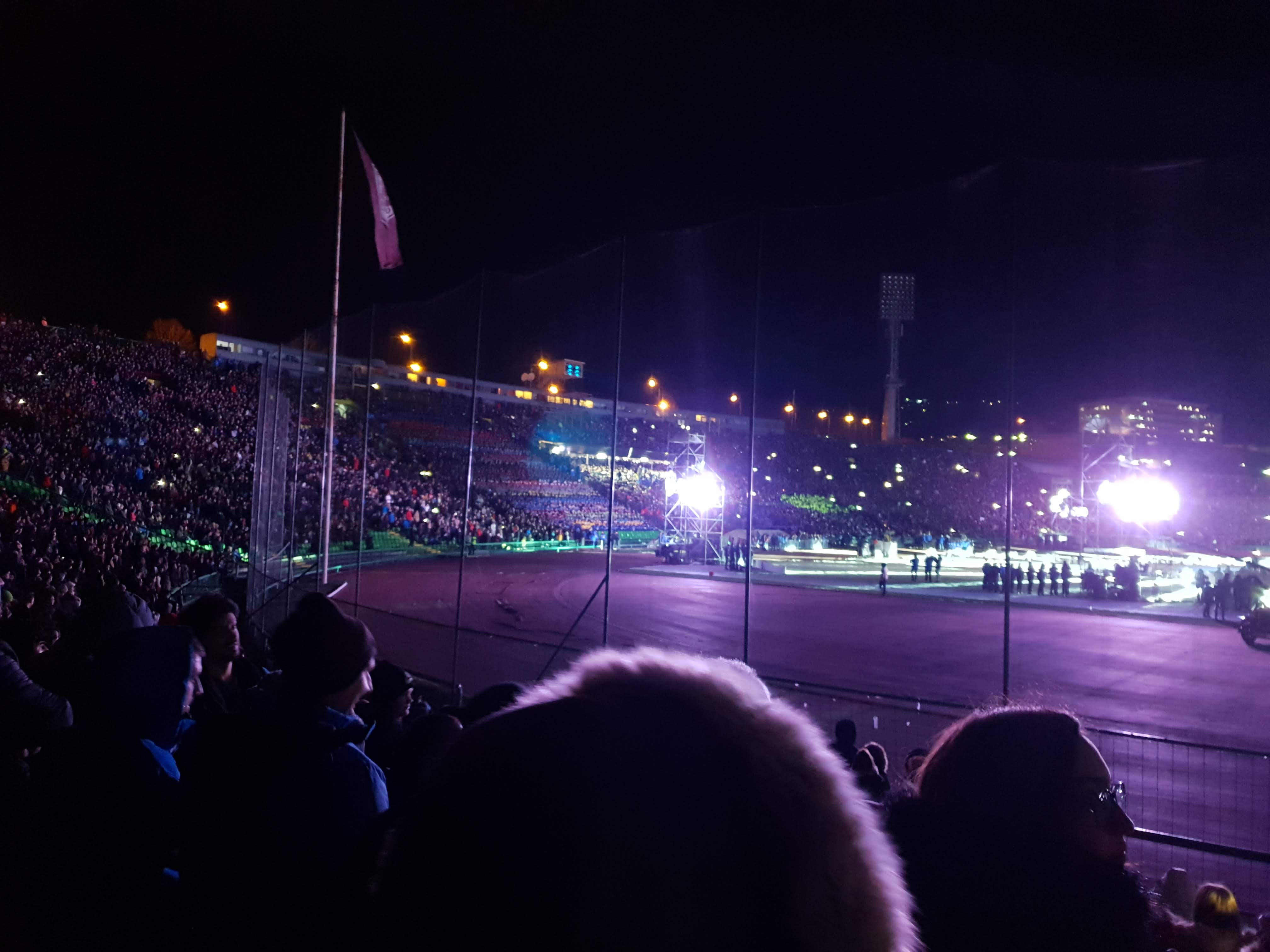
A stadion nyugati lelátója
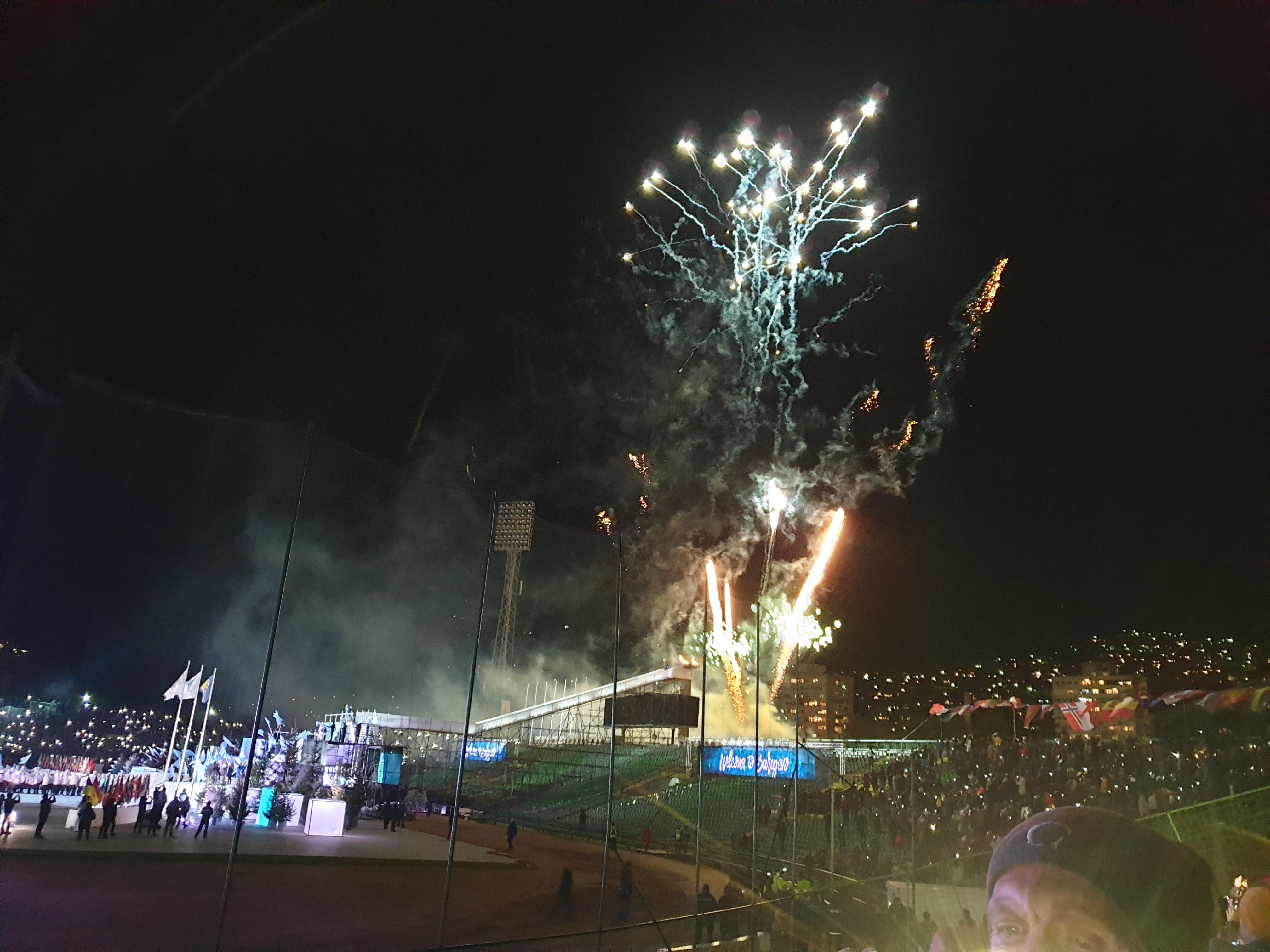
Tűzijáték az ünnepség végén
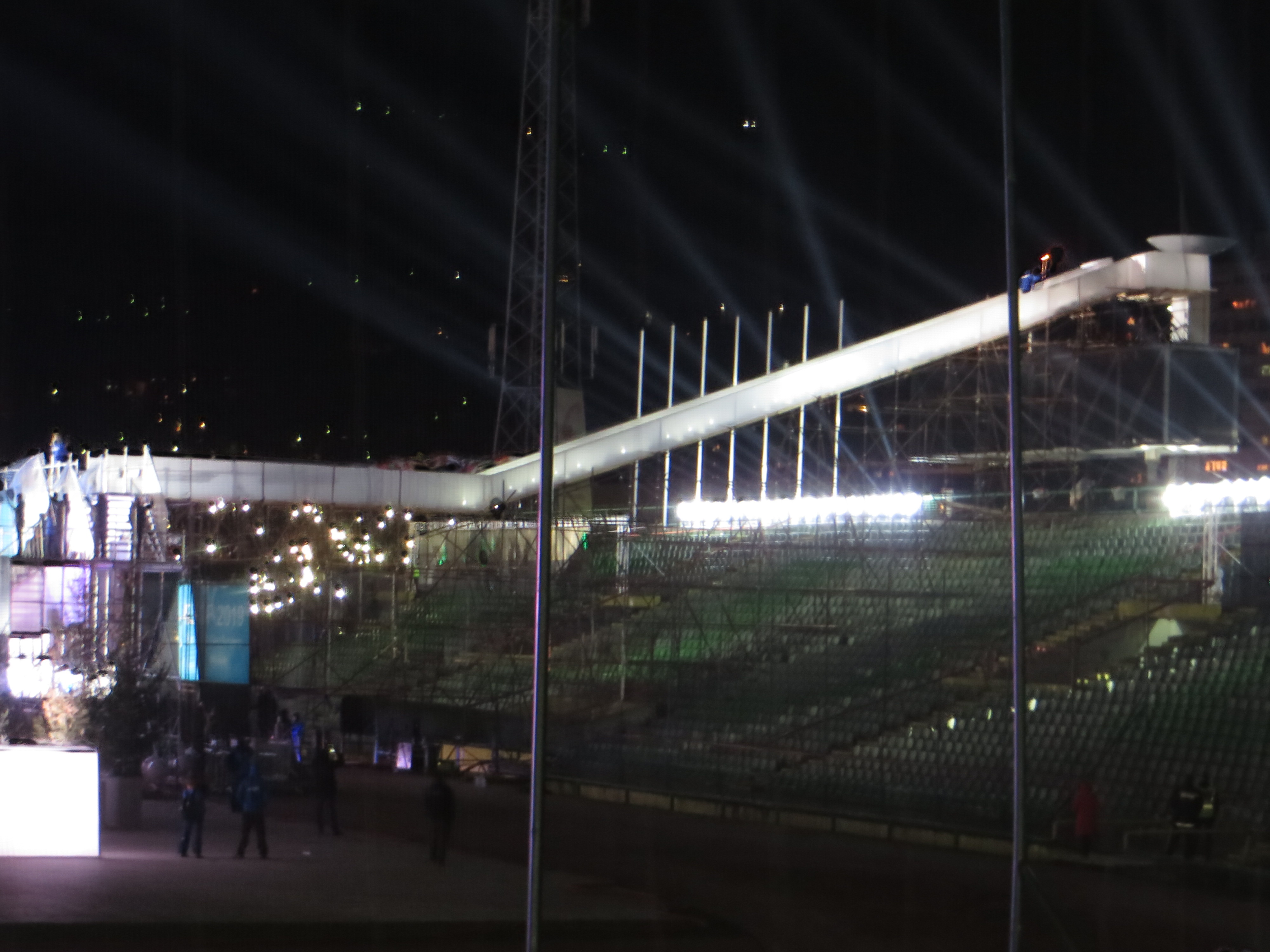
Larisa Cerić útban az olimpiai fáklyához
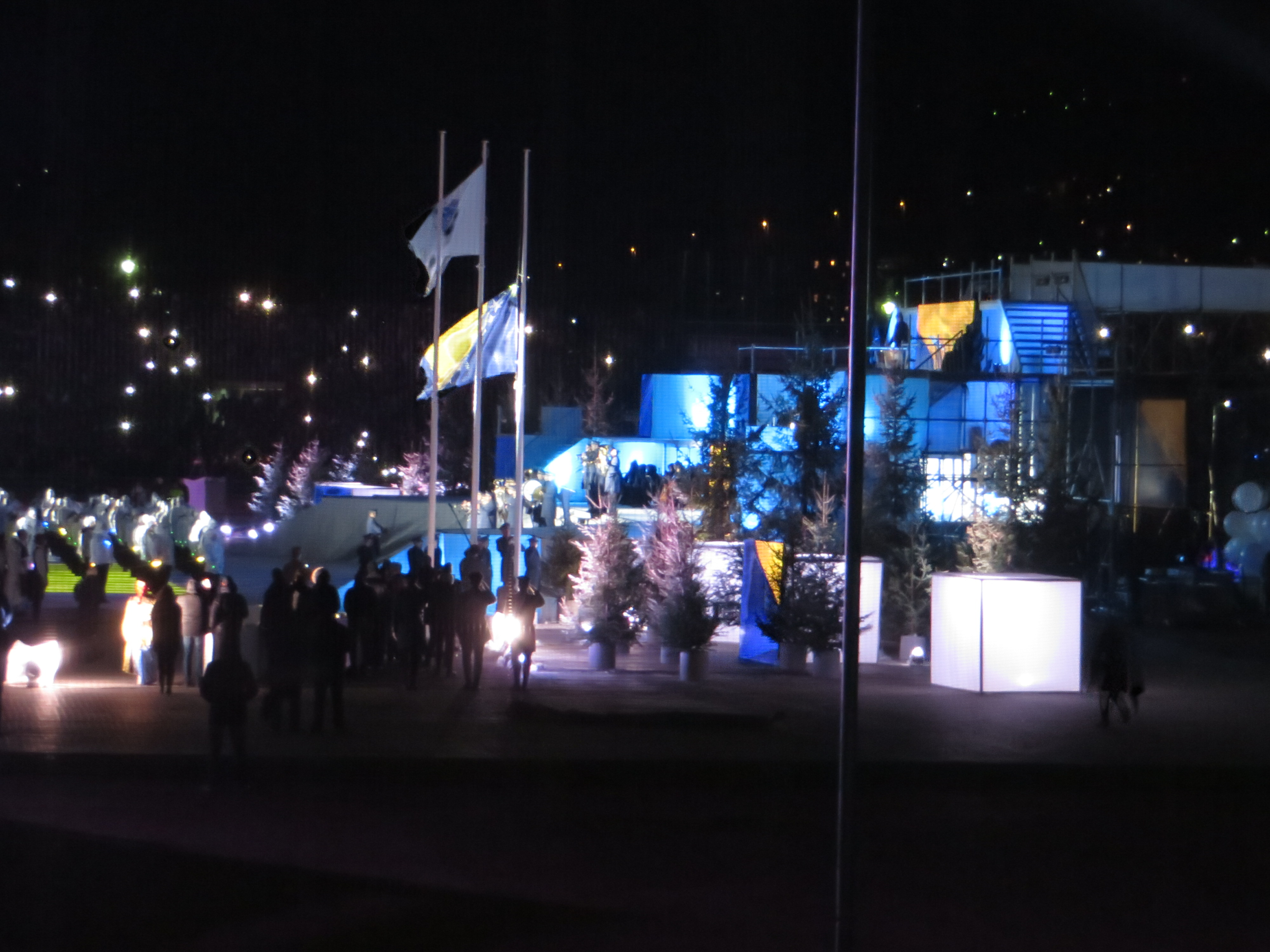
Nagyszínpad

## A játékok kabalája

Groodvy egy Szarajevóban felállított, a játékok kezdetéig hátralevő időt mutató panel mellett 2018 májusában

A 2019-es téli EYOF hivatalos kabalája a Groodvy nevet kapta, amelyet a Visia Ügynökség készített Istočno Szarajevóból és amelyet a nézők, rajongók szavazás útján választhattak ki az alternatívák közül. Groodvy név a grudva szóból származik, amely bosnyák, horvát és szerb nyelven hógolyót jelent.

## Érmek
Az érmék szabálytalan alakúak voltak, és olyan hógolyót ábrázoltak, amelybe mindkét oldalon az EYOF emblémáját vésették. Az éremátadó ünnepségeket naponta 19:30-kor rendezték meg egy külön az erre az alkalomra felállított emelvényen.

## A játékok hivatalos dala
2019. január 16-án a bemutatták a "Za pravu raju" című számot, ami a verseny hivatalos dala lett. A dalt Elvir Laković Laka, Mirela Laković és Tarik Tanović szerezte.

## A béke lángja

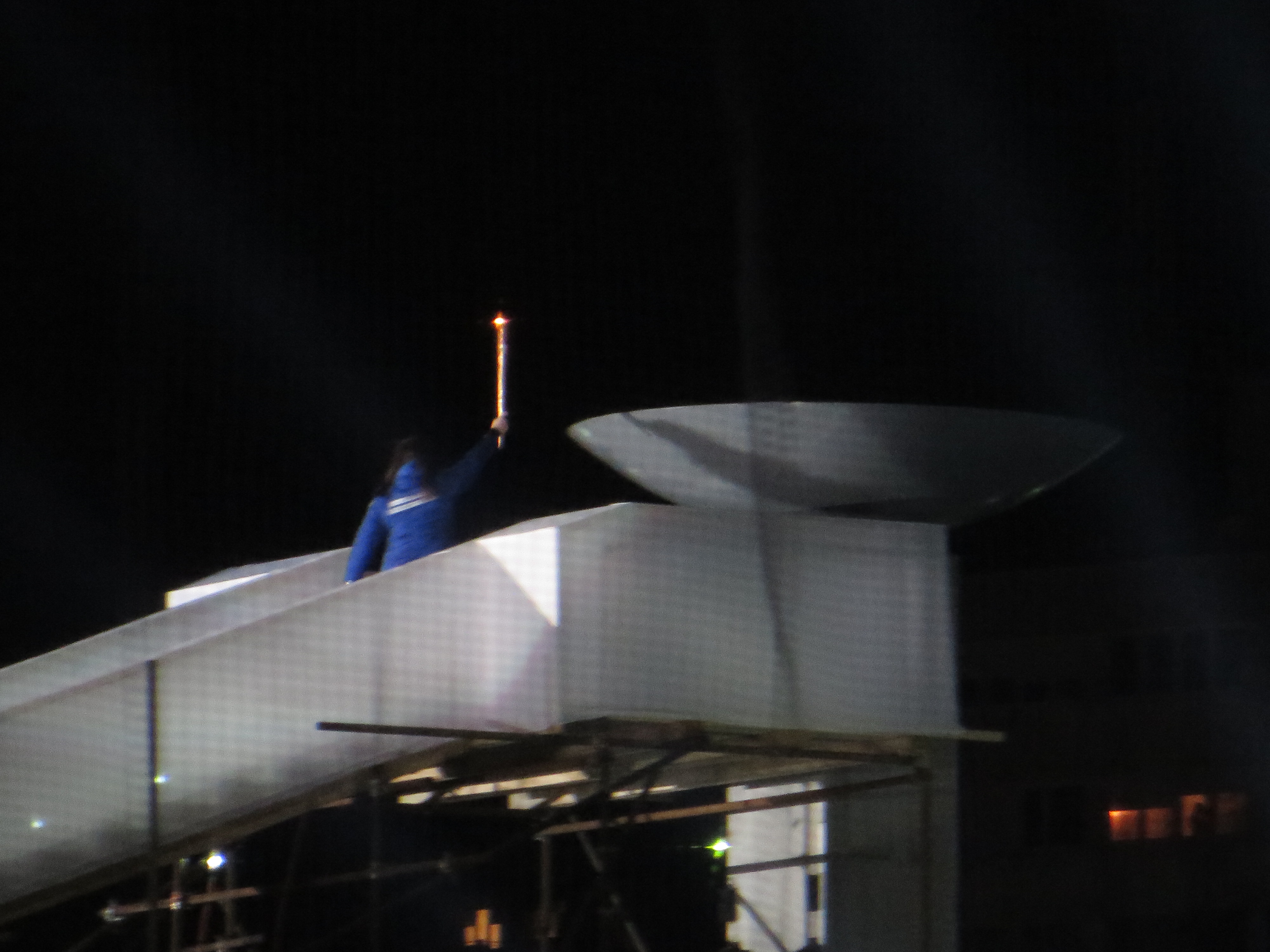
Larisa Cerić, mielőtt meggyújtja az olimpiai fáklyát

A béke lángja a római Olimpiai Stadionból indult útjára 2019. január 31-én. Első állomása 2019. február 1-jén volt Banja Lukában. A megnyitón a több híres boszniai sportember is körbehordozta, köztük Mirsad Fazlagić, Svetlana Kitić, Ajdin Pašović, Nedžad Fazlija, Miret Teletović, Žana Novaković, Aleksandra Samardžić és Larisa Cerić, aki végül meggyújtotta az olimpiai fáklyát.

## A médiában
Bosznia-Hercegovinában a nyitóünnepséget a BHT 1 és a Hayat TV sugározták élő adásban. 
Két postai szolgáltató, a BH Pošta és Pošte Srpske a játékok alkalmából promóciós bélyegeket és FDC-t adott ki. 

## Záróünnepség
Záró ünnepséget Szarajevó Istočnóban tartották 2019. február 15-én. Az ünnepségen Miligram és Van Gogh nevű formációk, Szerbia különböző zenei csoportjai játszottak, léptek fel.
A rendezvényt Milorad Dodik zárta le, miután az olimpiai zászlót hivatalosan átadták Vuokatti, a 2021. évi téli európai ifjúsági olimpiai fesztivál rendező városának polgármesterének.

## Menetrend
A 2019. évi téli európai ifjúsági olimpiai fesztivál menetrendje:
| ● | Nyitóünnepség | ● | Versenynapok | ● | Döntők | ● | Záróünnepség |

| Február                    | Február                    | 10. V | 11. H | 12. K | 13. Sze | 14. Cs | 15. P | Össz. |
| -------------------------- | -------------------------- | ----- | ----- | ----- | ------- | ------ | ----- | ----- |
| Ünnepségek                 | Ünnepségek                 | ●     |       |       |         |        | ●     |       |
| Alpesisí                   | Alpesisí                   |       | 1     | 1     | 1       | 1      | 1     | 5     |
| Biatlon                    | Biatlon                    |       |       | 2     | 2       |        | 1     | 5     |
| Curling                    | Curling                    |       | ●     | ●     | ●       | ●      | 1     | 1     |
| Jégkorong                  | Jégkorong                  |       | ●     | ●     | ●       | 1      |       | 1     |
| Műkorcsolya                | Műkorcsolya                |       |       |       | ●       | 2      |       | 2     |
| Rövidpályás gyorskorcsolya | Rövidpályás gyorskorcsolya |       | 2     | 2     |         |        | 3     | 7     |
| Sífutás                    | Sífutás                    |       | 2     | 2     |         | 2      | 1     | 7     |
| Snowboard                  | Snowboard                  |       | ●     | 2     |         | 2      |       | 4     |
| Napi összesítések          | Napi összesítések          | 0     | 5     | 9     | 3       | 8      | 7     | 32    |
| Kumulatív összesítés       | Kumulatív összesítés       | 0     | 5     | 14    | 17      | 25     | 32    | 32    |
| Február                    | Február                    | 10. V | 11. H | 12. K | 13. Sze | 14. Cs | 15. P | Össz. |

## Éremtáblázat
A 2019. évi téli európai ifjúsági olimpiai fesztivál éremtáblázata:
Jelmagyarázat:
| Bosznia-Hercegovina (rendező ország) | Magyarország |

| A 2019. évi téli európai ifjúsági olimpiai fesztivál éremtáblázata | A 2019. évi téli európai ifjúsági olimpiai fesztivál éremtáblázata | A 2019. évi téli európai ifjúsági olimpiai fesztivál éremtáblázata | A 2019. évi téli európai ifjúsági olimpiai fesztivál éremtáblázata | A 2019. évi téli európai ifjúsági olimpiai fesztivál éremtáblázata | Olimpia  |
| ------------------------------------------------------------------ | ------------------------------------------------------------------ | ------------------------------------------------------------------ | ------------------------------------------------------------------ | ------------------------------------------------------------------ | -------- |
|                                                                    | Ország                                                             | Arany                                                              | Ezüst                                                              | Bronz                                                              | Összesen |
| 1.                                                                 | Norvégia                                                           | 6                                                                  | 1                                                                  | 5                                                                  | 12       |
| 2.                                                                 | Svájc                                                              | 5                                                                  | 5                                                                  | 2                                                                  | 12       |
| 3.                                                                 | Franciaország                                                      | 4                                                                  | 3                                                                  | 4                                                                  | 11       |
| 4.                                                                 | Ausztria                                                           | 3                                                                  | 1                                                                  | 2                                                                  | 6        |
| 5.                                                                 | Magyarország                                                       | 3                                                                  | 0                                                                  | 3                                                                  | 6        |
| 6.                                                                 | Oroszország                                                        | 2                                                                  | 7                                                                  | 3                                                                  | 12       |
| 7.                                                                 | Szlovákia                                                          | 2                                                                  | 2                                                                  | 0                                                                  | 4        |
| 8.                                                                 | Lengyelország                                                      | 2                                                                  | 1                                                                  | 2                                                                  | 5        |
| 9.                                                                 | Németország                                                        | 2                                                                  | 1                                                                  | 1                                                                  | 4        |
| 10.                                                                | Olaszország                                                        | 1                                                                  | 3                                                                  | 1                                                                  | 5        |
| 11.                                                                | Csehország                                                         | 1                                                                  | 0                                                                  | 1                                                                  | 2        |
| 11.                                                                | Nagy-Britannia                                                     | 1                                                                  | 0                                                                  | 1                                                                  | 2        |
| 13.                                                                | Szlovénia                                                          | 0                                                                  | 2                                                                  | 0                                                                  | 2        |
| 14.                                                                | Fehéroroszország                                                   | 0                                                                  | 1                                                                  | 2                                                                  | 3        |
| 14.                                                                | Finnország                                                         | 0                                                                  | 1                                                                  | 2                                                                  | 3        |
| 16.                                                                | Törökország                                                        | 0                                                                  | 1                                                                  | 1                                                                  | 2        |
| 17.                                                                | Belgium                                                            | 0                                                                  | 1                                                                  | 0                                                                  | 1        |
| 17.                                                                | Észtország                                                         | 0                                                                  | 1                                                                  | 0                                                                  | 1        |
| 17.                                                                | Litvánia                                                           | 0                                                                  | 1                                                                  | 0                                                                  | 1        |
| 20.                                                                | Hollandia                                                          | 0                                                                  | 0                                                                  | 2                                                                  | 2        |
| 20.                                                                | Ukrajna                                                            | 0                                                                  | 0                                                                  | 2                                                                  | 2        |
| Összesen (21 ország)                                               | Összesen (21 ország)                                               | 32                                                                 | 32                                                                 | 34                                                                 | 98       |